# Chytridiodinium roseum
Chytridiodinium roseum is een soort in de taxonomische indeling van de Myzozoa, een stam van microscopische parasitaire dieren. Het organisme komt uit het geslacht Chytridiodinium en behoort tot de familie Chytridiodinidae. Chytridiodinium roseum werd in 1906 ontdekt door Dogiel.